# Marcos Rogério de Lima
Marcos Rogério de Lima (Ribeirão Pires, São Paulo, Brasil, 25 de mayo de 1985) es un artista marcial mixto brasileño que compite en la división de peso pesado de Ultimate Fighting Championship.

## Carrera en las artes marciales mixtas

### Inicios
Se hizo un nombre luchando en su país natal, Brasil. Con un récord profesional invicto, Lima sorprendió cuando derrotó al gran favorito y ex Campeón de Peso Medio de WEC, Paulo Filho.
Tras su victoria contra Filho, fue contratado por Strikeforce. Debutó el 10 de septiembre de 2011 contra Mike Kyle en Strikeforce: Barnett vs. Kharitonov, perdiendo el combate por decisión unánime.
Tras su derrota en el debut, fue liberado de Strikeforce. Luchó por el Campeonato de Peso Semipesado de Shooto Brasil en Shooto Brasil 29 el 26 de abril de 2012 contra Carlos Eduardo, perdiendo el combate por KO en el segundo asalto.

### The Ultimate Fighter
El 26 de febrero de 2014 se reveló que fue seleccionado para ser un participante en The Ultimate Fighter: Brazil 3. Derrotó a Thiago Santos por sumisión para entrar en la casa de Ultimate Fighter, y convertirse en un miembro oficial del reparto.
Fue seleccionado como la primera elección (primera general) del entrenador Chael Sonnen para formar parte del Equipo Sonnen. En su segundo combate de peso pesado de la temporada, fue seleccionado para luchar contra Jollyson Francisco y ganó por decisión unánime. Después, debía enfrentarse a Antônio Carlos Júnior por un puesto en la final contra Vitor Miranda. Perdió el combate por sumisión en el primer asalto.

### Ultimate Fighting Championship

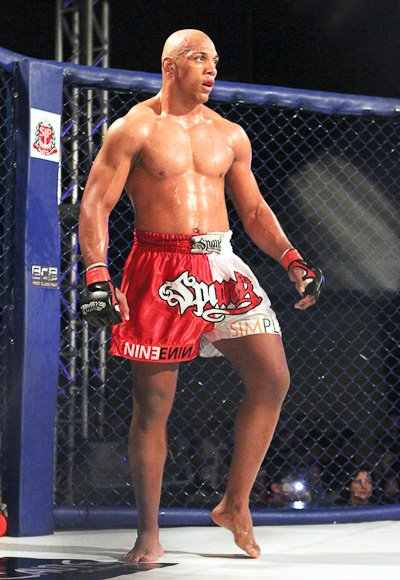
Rogério competición de MMA

Debutó en la UFC contra Richardson Moreira el 31 de mayo de 2014 en The Ultimate Fighter Brazil 3 Finale. Ganó el combate por KO en el primer asalto.
Se enfrentó a Igor Pokrajac el 20 de diciembre de 2014 en UFC Fight Night: Machida vs. Dollaway. Ganó el combate por TKO en el primer asalto.
Se le relacionó brevemente con un combate contra Nikita Krylov el 20 de junio de 2015 en UFC Fight Night: Jędrzejczyk vs. Penne. Sin embargo, el emparejamiento fue reservado para tener lugar una semana después en UFC Fight Night: Machida vs. Romero. Posteriormente, fue retirado de la cartelera el 19 de junio, después de que los problemas de visa restringieran su entrada en Estados Unidos. El combate con Krylov finalmente tuvo lugar el 23 de agosto de 2015 en UFC Fight Night: Holloway vs. Oliveira. Perdió el combate por sumisión en el primer asalto.
Se enfrentó a Clint Hester el 23 de abril de 2016 en UFC 197. Ganó el combate por sumisión en el primer asalto.
Fue brevemente vinculado a un combate con Gian Villante el 12 de noviembre de 2016 en UFC 205. Sin embargo, Villante se retiró del combate el 21 de septiembre alegando una lesión y el combate se canceló. Posteriormente, fue rápidamente reprogramado y se enfrentó al recién llegado promocional Gadzhimurad Antigulov la semana siguiente en UFC Fight Night: Bader vs. Nogueira 2. Perdió el combate por sumisión en el primer asalto.
Se enfrentó a Jeremy Kimball en UFC on Fox: Shevchenko vs. Peña el 28 de enero de 2017. En el pesaje, llegó con 209.5 libras, por encima del límite de peso semipesado de 206 libras. Como resultado, fue multado con el 20% de su bolsa, que fue a parar a manos de Kimball y el combate continuó como estaba programado en el peso acordado. Ganó el combate por TKO en el primer asalto.
Se enfrentó a Ovince Saint Preux el 22 de abril de 2017 en UFC Fight Night: Swanson vs. Lobov. En el pesaje, pesó 210 libras, 4 libras por encima del límite de peso semipesado de 206. Esta fue la segunda vez consecutiva que se pasó de peso. Como resultado, se le impuso una multa del 30% de la bolsa del combate, que fue a parar a Saint Preux. El combate se desarrolló en un peso acordado. Perdió el combate por sumisión en el segundo asalto.
Se esperaba que se enfrentara a Saparbek Safarov el 2 de septiembre de 2017 en UFC Fight Night: Volkov vs. Struve. Antes del pesaje, la UFC anunció que Rogério no había superado un control antidopaje fuera de competición, dando positivo por los prohibidos esteroides anabólicos. Como resultado, el combate fue cancelado. El 24 de abril de 2018 fue absuelto del uso intencional de drogas para mejorar el rendimiento (PEDs) por la USADA, donde se cree que había tomado un suplemento contaminado que contenía hidroclorotiazida y anastrozol de las farmacias compuestas en Brasil. Es elegible para competir inmediatamente a partir del 24 de abril de 2018.
Se enfrentó a Ruslan Magomedov el 3 de noviembre de 2018 en UFC 230. Sin embargo, el 24 de octubre de 2018 se informó que se retiró del evento por problemas de visa y fue sustituido por Adam Wieczorek. Ganó el combate por decisión unánime.
Se enfrentó a Stefan Struve el 23 de febrero de 2019 en UFC Fight Night: Błachowicz vs. Santos. Perdió el combate por sumisión en el segundo asalto.
Se enfrentó a Ben Sosoli el 23 de febrero de 2020 en UFC Fight Night: Felder vs. Hooker. Ganó el combate por TKO en el primer asalto.
Estaba programado para enfrentarse a Alexander Romanov el 5 de septiembre de 2020 en UFC Fight Night: Overeem vs. Sakai. Sin embargo, el 5 de septiembre de 2020, dio positivo por COVID-19 y el combate contra Romanov fue cancelado. A su vez, el combate fue reprogramado y finalmente tuvo lugar el 7 de noviembre de 2020 en UFC on ESPN: Santos vs. Teixeira. Perdió el combate por sumisión en el primer asalto.
Se enfrentó a Maurice Greene el 8 de mayo de 2021 en UFC on ESPN: Rodriguez vs. Waterson. Ganó el combate por decisión unánime.
Se enfrentó a Ben Rothwell el 13 de noviembre de 2021 en UFC Fight Night: Holloway vs. Rodríguez. Ganó el combate por TKO en el primer asalto.
Se enfrentó Blagoy Ivanov el 7 de mayo de 2022 en UFC 274. Perdió el combate por decisión unánime.
Se enfrentó a Andrei Arlovski el 29 de octubre de 2022 en UFC Fight Night: Kattar vs. Allen. Ganó el combate por sumisión en el primer asalto.

## Récord en artes marciales mixtas
| Resultado | Récord | Oponente                  | Método                                            | Evento                                                     | Fecha                    | Ronda | Tiempo | Localización         | Notas                                                             |
| --------- | ------ | ------------------------- | ------------------------------------------------- | ---------------------------------------------------------- | ------------------------ | ----- | ------ | -------------------- | ----------------------------------------------------------------- |
| Victoria  | 22–9–1 | Junior Tafa               | TKO (patada en la pierna y golpes)                | UFC 298                                                    | 17 de febrero de 2024    | 2     | 1:14   | Anaheim, California  |                                                                   |
| Derrota   | 21–9–1 | Derrick Lewis             | TKO (golpes)                                      | UFC 291                                                    | 29 de julio de 2023      | 1     | 0:33   | Salt Lake City, Utah |                                                                   |
| Victoria  | 21–8–1 | Waldo Cortés-Acosta       | Decisión (unánime)                                | UFC on ESPN: Song vs. Simón                                | 29 de abril de 2022      | 3     | 5:00   | Las Vegas, Nevada    |                                                                   |
| Victoria  | 20–8–1 | Andrei Arlovski           | Sumisión (estrangulamiento por detrás)            | UFC Fight Night: Kattar vs. Allen                          | 29 de octubre de 2022    | 1     | 1:50   | Las Vegas, Nevada    |                                                                   |
| Derrota   | 19–8–1 | Blagoy Ivanov             | Decisión (unánime)                                | UFC 274                                                    | 7 de mayo de 2022        | 3     | 5:00   | Phoenix, Arizona     |                                                                   |
| Victoria  | 19–7–1 | Ben Rothwell              | TKO (puñetazos)                                   | UFC Fight Night: Holloway vs. Rodríguez                    | 13 de noviembre de 2021  | 1     | 0:32   | Las Vegas, Nevada    |                                                                   |
| Victoria  | 18–7–1 | Maurice Greene            | Decisión (unánime)                                | UFC on ESPN: Rodriguez vs. Waterson                        | 8 de mayo de 2021        | 3     | 5:00   | Las Vegas, Nevada    |                                                                   |
| Derrota   | 17–7–1 | Alexander Romanov         | Sumisión técnica (estrangulamiento del antebrazo) | UFC on ESPN: Santos vs. Teixeira                           | 7 de noviembre de 2020   | 1     | 4:48   | Las Vegas, Nevada    |                                                                   |
| Victoria  | 17–6–1 | Ben Sosoli                | TKO (puñetazos)                                   | UFC Fight Night: Felder vs. Hooker                         | 23 de febrero de 2020    | 2     | 2:36   | Auckland             |                                                                   |
| Derrota   | 16–6–1 | Stefan Struve             | Sumisión (estrangulamiento del brazo)             | UFC Fight Night: Błachowicz vs. Santos                     | 23 de febrero de 2019    | 2     | 2:21   | Praga                |                                                                   |
| Victoria  | 16–5–1 | Adam Wieczorek            | Decisión (unánime)                                | UFC 230                                                    | 3 de noviembre de 2018   | 3     | 5:00   | Nueva York           | Regreso al peso pesado.                                           |
| Derrota   | 15–5–1 | Ovince Saint Preux        | Sumisión (estrangulamiento Von Flue)              | UFC Fight Night: Swanson vs. Lobov                         | 22 de abril de 2017      | 2     | 2:11   | Nashville, Tennessee | Combate de peso acordado (210 libras); Lima no alcanzó el peso.   |
| Victoria  | 15–4–1 | Jeremy Kimball            | TKO (puñetazos)                                   | UFC on Fox: Shevchenko vs. Peña                            | 28 de enero de 2017      | 1     | 2:27   | Denver, Colorado     | Combate de peso acordado (209.5 libras); Lima no alcanzó el peso. |
| Derrota   | 14–4–1 | Gadzhimurad Antigulov     | Sumisión (estrangulamiento por guillotina)        | UFC Fight Night: Bader vs. Nogueira 2                      | 19 de noviembre de 2016  | 1     | 1:07   | São Paulo            |                                                                   |
| Victoria  | 14–3–1 | Clint Hester              | Sumisión (estrangulamiento del brazo)             | UFC 197                                                    | 23 de abril de 2016      | 1     | 4:35   | Las Vegas, Nevada    |                                                                   |
| Derrota   | 13–3–1 | Nikita Krylov             | Sumisión (estrangulamiento por detrás)            | UFC Fight Night: Holloway vs. Oliveira                     | 23 de agosto de 2015     | 1     | 2:29   | Saskatoon            |                                                                   |
| Victoria  | 13–2–1 | Igor Pokrajac             | TKO (puñetazos)                                   | UFC Fight Night: Machida vs. Dollaway                      | 20 de diciembre de 2014  | 1     | 1:59   | Barueri              | Regreso al peso semipesado.                                       |
| Victoria  | 12–2–1 | Richardson Moreira        | KO (puñetazos)                                    | The Ultimate Fighter Brazil 3 Finale: Miocic vs. Maldonado | 31 de mayo de 2014       | 1     | 0:20   | São Paulo            | Combate de peso pesado.                                           |
| Empate    | 11–2–1 | Ben Reiter                | Empate                                            | Inka FC 22                                                 | 29 de agosto de 2013     | 3     | 5:00   | Lima                 | Debut en el peso medio.                                           |
| Victoria  | 11–2   | Antonio Sales Junior      | TKO (puñetazos)                                   | Fair Fight: MMA Edition                                    | 16 de diciembre de 2012  | 1     | 3:46   | São Paulo            |                                                                   |
| Victoria  | 10–2   | Valter Luiz da Silva      | TKO (puñetazos)                                   | Max Sport 3.1                                              | 10 de noviembre de 2012  | 1     | 4:20   | São Paulo            |                                                                   |
| Victoria  | 9–2    | Fabiano Adams             | Sumiisión (estrangulamiento del brazo)            | Shooto Brazil 31                                           | 29 de junio de 2012      | 1     | 3:33   | Brasilia             |                                                                   |
| Derrota   | 8–2    | Carlos Eduardo            | KO (puñetazos)                                    | Shooto Brazil 29                                           | 26 de abril de 2012      | 2     | 0:17   | Río de Janeiro       | Por el Campeonato de Peso Semipesado de Shooto Brazil.            |
| Derrota   | 8–1    | Mike Kyle                 | Decisión (unánime)                                | Strikeforce: Barnett vs. Kharitonov                        | 10 de septiembre de 2011 | 3     | 5:00   | Cincinnati, Ohio     | Debut en el peso semipesado.                                      |
| Victoria  | 8–0    | Paulo Filho               | Decisión (unánime)                                | First Class Fight 5                                        | 23 de octubre de 2010    | 3     | 5:00   | São Paulo            |                                                                   |
| Victoria  | 7–0    | Daniel Villegas           | TKO (puñetazos)                                   | MFC 4: Chile vs. The World                                 | 4 de septiembre de 2010  | N/A   | N/A    | Santiago de Chile    | Combate de peso pesado.                                           |
| Victoria  | 6–0    | Leonardo Lucio Nascimento | TKO (puñetazos)                                   | First Class Fight 4                                        | 30 de junio de 2010      | 2     | N/A    | São Paulo            | Combate de peso pesado.                                           |
| Victoria  | 5–0    | Nelson Martins            | TKO (sumisión a puñetazos)                        | Nitrix Champion Fight 5                                    | 15 de mayo de 2010       | 2     | 0:48   | Balneario Camboriú   |                                                                   |
| Victoria  | 4–0    | Rafael Navas              | TKO (puñetazos)                                   | Full Fight 2                                               | 24 de octubre de 2009    | 1     | 3:49   | São Paulo            |                                                                   |
| Victoria  | 3–0    | Silvério Bueno            | KO (puñetazo)                                     | Ares Chaos MMA                                             | 17 de octubre de 2009    | 1     | 0:39   | São Paulo            |                                                                   |
| Victoria  | 2–0    | Antonio Conceição         | KO (puñetazo)                                     | Renegade Fight Championship 3                              | 19 de septiembre de 2009 | 1     | 1:55   | Estado de São Paulo  |                                                                   |
| Victoria  | 1–0    | Amauri Gumz               | TKO (puñetazos)                                   | Renegade Fight Championship 1                              | 14 de marzo de 2009      | 1     | N/A    | Estado de São Paulo  |                                                                   |